# Плазменная линза
Плазменная линза — устройство для фокусировки пучков заряженных частиц, основанное на использовании плазмы с током проводимости. В плазменной линзе создаётся сильное азимутальное магнитное поле, вызванное осевым током в ионизированном газе, которое воздействует на движущиеся заряженные частицы и фокусирует их.
Обладает высокой фокусирующей способностью, используется в линейных ускорителях частиц, исследованиях плазмы и других приложениях, где требуется управление высокоэнергетическими пучками.
Преимущества: компактность, возможность создания сверхсильных магнитных полей, устойчивость к радиационным нагрузкам.